# Patín clap

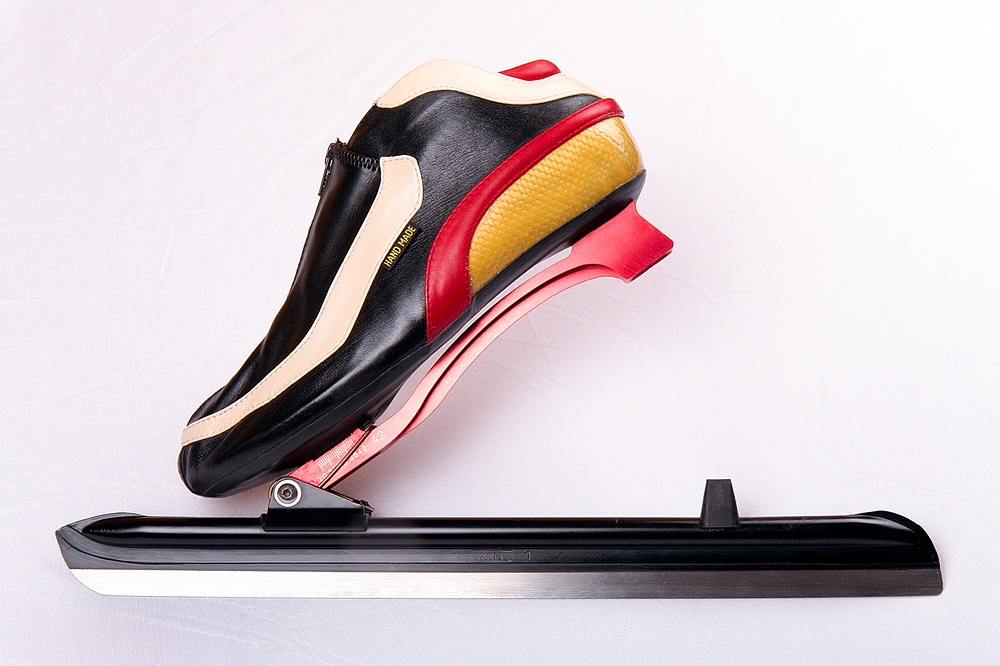
Patín mostrando la cuchilla separada de la parte trasera de la bota.

Los patines clap (en neerlandés klapschaats escucharⓘ) son el equipamiento usado para el patinaje de velocidad sobre hielo. Su diferencia de los patines tradicionales es que la cuchilla no se encuentra totalmente empotrada a la bota, sino que está unida por la parte delantera por una bisagra, que permite a la cuchilla permanecer en contacto con el hielo el mayor tiempo posible, logrando distribuir la energía del patinador de manera más eficiente. La cuchilla es mucho más delgada que los patines de patinaje artístico y pueden llegar a medir, dependiendo de la edad y altura del atleta, de los 30-38 a 46 cm, además las botas son rígidas y están fabricadas con fibra de carbono.
Fueron desarrollados en la Universidad Libre de Ámsterdam por investigadores dirigidos por el biomecánico neerlandés Gerrit Jan van Ingen Schenau, sin embargo existen diseños que datan de los años 1900. Los patines clap fueron usados por primera vez en la temporada de patinaje 1984-1985, pero no fue hasta finales de 1990 cuando su diseño fue tomado en serio por los deportistas profesionales. El equipo neerlandés femenino usó los patines clap en la temporada 1996-1997, con un gran resultado en las competiciones.

## Historia

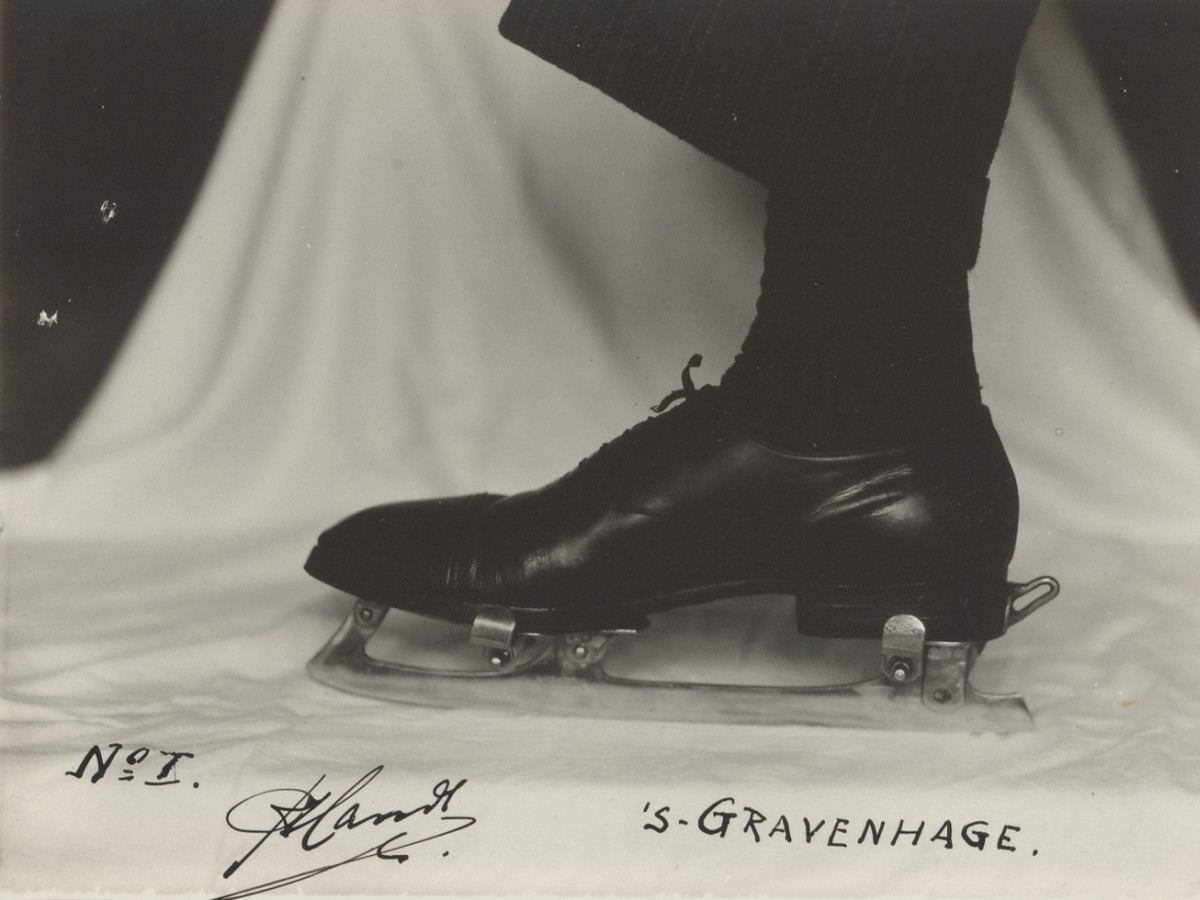
Ejemplo de un patín que data del año 1936.

La idea de patines con bisagras integradas para unir la cuchilla con la bota fue descrita en una patente de 1894 por Karl Hannes y fue adaptada por el biomecánico Gerrit Jan van Ingen Schenau, quien desarrolló un prototipo en el año 1980. En 1981 su tesis de doctorado se enfocó en el patín con bisagra, donde expone los beneficios del movimiento de la cuchilla y su permanencia en el hielo, lo que permite usar energía con más eficiencia durante el movimiento del atleta. Con mejoras hechas al diseño, en el año 1985 se realizó la primera competición usando estos patines, fue una prueba de 500 metros. En 1986, Henk Gemser, el entrenador del equipo de patinaje de velocidad neerlandés comenzó a usar los patines clap en sus entrenamientos. Sin embargo en la temporada 1986–1987 pocos patinadores profesionales usaron el diseño e incluso fueron prohibidos en competiciones oficiales debido al riesgo de daño físico para los atletas.
Para la temporada 1994-1995 se sumaron once patinadores para usar el diseño en competiciones, todos ellos mostraron un aumento de 6.25% en sus tiempos promedio, comparado con el promedio de atletas que usaron patines regulares. En la temporada 1996–1997 el patinador Tonny de Jong superó al campeón mundial Gunda Niemann usando este tipo de patines, más adelante Niemann exigió que los patines clap fueran ilegales en competición. Sin embargo, años más adelante el uso de estos patines cobró fuerza pero fueron prohibidos para su uso en patinaje de velocidad en pista corta. Una investigación de 2001 mostró que la velocidad ganada con los patines clap no es causada por la fuerza usada con la pantorrilla para estirar el tobillo, como se pensaba al principio, sino que el punto de rotación se mueve a la bisagra, facilitando la transferencia de fuerza al hielo.

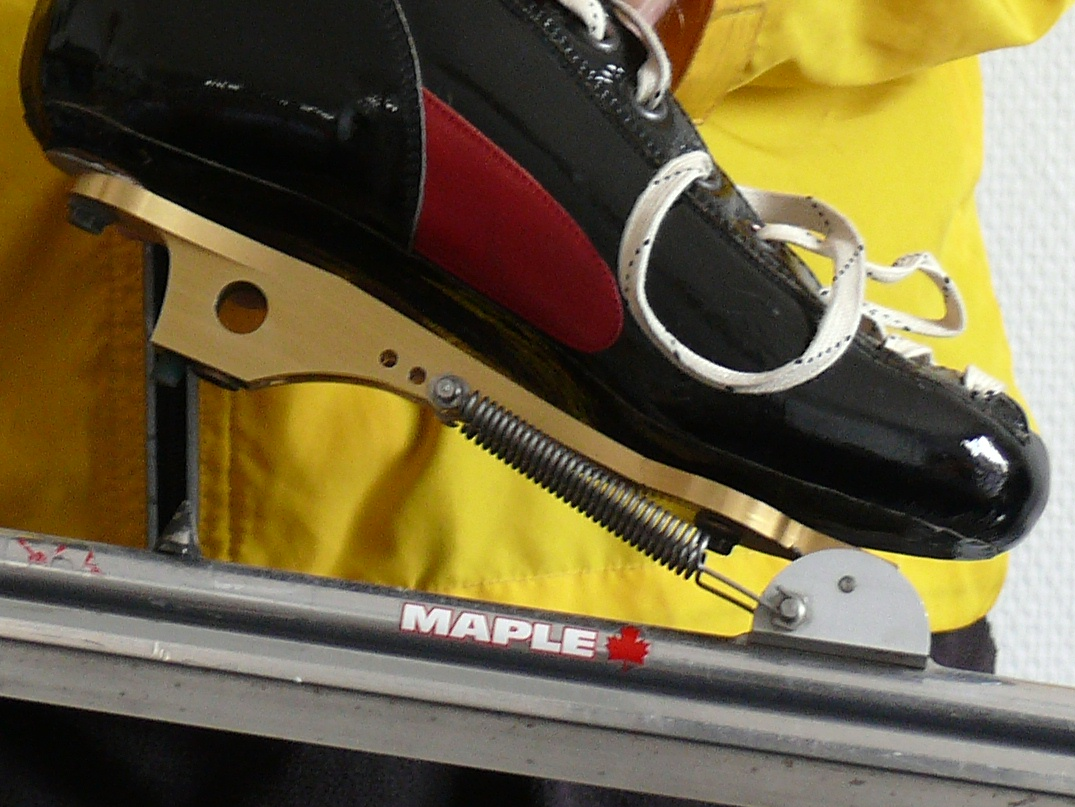
Detalle de la bisagra de un patín clap.